# Monochamus bialbomaculatus
Monochamus bialbomaculatus är en skalbaggsart som beskrevs av Stefan von Breuning 1948. Monochamus bialbomaculatus ingår i släktet Monochamus och familjen långhorningar. Inga underarter finns listade i Catalogue of Life.